# Чемпіонат світу з хокею із шайбою (юніори)
Чемпіонат світу з хокею із шайбою серед юніорів (гравців до 18 років) — щорічне змагання, яке організовується  Міжнародною федерацією хокею із шайбою з 1999 року. Цей турнір став наступником юнацького чемпіонату Європи з хокею із шайбою через участь у турнірі команд з Північної Америки, Азії і Східної Європи.
З 2008 проводиться аналогічний турнір серед юніорок.

## Історія
Чемпіонат серед юніорських чоловічих команд проводиться за системою з поділом на 4 дивізіони — Топ-дивізіон, 1, 2 і 3. У кожному дивізіоні проводиться самостійний турнір. Між дивізіонами відбувається щорічна ротація команд - найкращі команди переходять у вищий дивізіон, найгірші вибувають у нижчий.
Переможець турніру в Топ-дивізіоні оголошується чемпіоном світу.
Міжнародна федерація хокею із шайбою скасувала 13 березня 2020 року усі турніри поточного року через пандемію COVID-19.

## Призери
| Рік  | Чемпіон                           | Срібний призер                    | Бронзовий призер                  | Міце проведення                   |
| ---- | --------------------------------- | --------------------------------- | --------------------------------- | --------------------------------- |
| 1999 | Фінляндія (1)                     | Швеція                            | Словаччина                        | Кауфбойрен та Фюссен              |
| 2000 | Фінляндія (2)                     | Росія                             | Швеція                            | Вайнфельден та Клотен             |
| 2001 | Росія (1)                         | Швейцарія                         | Фінляндія                         | Лахті, Гейнола та Гельсінкі       |
| 2002 | США (1)                           | Росія                             | Чехія                             | Трнава та П'єштяни                |
| 2003 | Канада (1)                        | Словаччина                        | Росія                             | Ярославль                         |
| 2004 | Росія (2)                         | США                               | Чехія                             | Мінськ                            |
| 2005 | США (2)                           | Канада                            | Швеція                            | Пльзень та Чеське Будейовіце      |
| 2006 | США (3)                           | Фінляндія                         | Чехія                             | Гальмстад та Енгельгольм          |
| 2007 | Росія (3)                         | США                               | Швеція                            | Раума та Тампере                  |
| 2008 | Канада (2)                        | Росія                             | США                               | Казань                            |
| 2009 | США (4)                           | Росія                             | Фінляндія                         | Фарго                             |
| 2010 | США (5)                           | Швеція                            | Фінляндія                         | Мінськ та Бобруйськ               |
| 2011 | США (6)                           | Швеція                            | Росія                             | Кріммічау та Дрезден              |
| 2012 | США (7)                           | Швеція                            | Канада                            | Брно та Зноймо                    |
| 2013 | Канада (3)                        | США                               | Фінляндія                         | Сочі                              |
| 2014 | США (8)                           | Чехія                             | Канада                            | Лаппеенранта та Іматра            |
| 2015 | США (9)                           | Фінляндія                         | Канада                            | Цуг та Люцерн                     |
| 2016 | Фінляндія (3)                     | Швеція                            | США                               | Гранд-Форкс                       |
| 2017 | США (10)                          | Фінляндія                         | Росія                             | Попрад та Списька Нова Весь       |
| 2018 | Фінляндія (4)                     | США                               | Швеція                            | Челябінськ та Магнітогорськ       |
| 2019 | Швеція (1)                        | Росія                             | США                               | Умео                              |
| 2020 | скасовано через пандемію COVID-19 | скасовано через пандемію COVID-19 | скасовано через пандемію COVID-19 | скасовано через пандемію COVID-19 |
| 2021 | Канада (4)                        | Росія                             | Швеція                            | Фриско та Плейно                  |
| 2022 | Швеція (2)                        | США                               | Фінляндія                         | Ландсгут та Кауфбойрен            |
| 2023 | США (11)                          | Швеція                            | Канада                            | Базель та Порантрюї               |
| 2024 | Канада (5)                        | США                               | Швеція                            | Еспоо та Вантаа                   |
| 2025 | Канада (6)                        | Швеція                            | США                               | Фриско та Аллен                   |
| 2026 |                                   |                                   |                                   | Словаччина                        |

## Загальна кількість медалей
| № | Країна     | Золото | Срібло | Бронза | Всього |
| 1 | США        | 11     | 6      | 4      | 21     |
| 2 | Канада     | 6      | 1      | 4      | 11     |
| 3 | Фінляндія  | 4      | 3      | 5      | 12     |
| 4 | Росія      | 3      | 6      | 3      | 12     |
| 5 | Швеція     | 2      | 7      | 6      | 15     |
| 6 | Чехія      | 0      | 1      | 3      | 4      |
| 7 | Словаччина | 0      | 1      | 1      | 2      |
| 8 | Швейцарія  | 0      | 1      | 0      | 1      |